# In Step
In Step — четвёртый студийный альбом американского блюз-рок-музыканта Стиви Рэй Вона и его группы Double Trouble. Он был выпущен 6 июня 1989 года на лейбле Epic Records. Название In Step можно рассматривать как отсылку к вновь обретенной трезвости Вона, последовавшей за годами употребления наркотиков и алкоголя, которые в конечном итоге привели Вона к реабилитации. Это также был последний альбом Вона в составе Double Trouble и последний альбом, выпущенный при его жизни. В 1990 году он записал альбом со своим братом Джимми Воном под названием Family Style; позднее в том же году Стиви Рэй Вон погиб при крушении вертолета.
На 32-й ежегодной церемонии вручения премии «Грэмми» в 1990 году альбом получил премию «Грэмми» в номинации «Лучшая запись современного блюза» (Best Contemporary Blues Recording)
В 1999 году было выпущено переиздание альбома, содержащее фрагмент аудио-интервью и четыре концертных бонус-трека.

## Отзывы
| Оценки критиков                       | Оценки критиков |
| Источник                              | Оценка          |
| ------------------------------------- | --------------- |
| AllMusic                              | [ 3 ]           |
| Роберт Кристгау                       | A−              |
| The Great Rock Discography            | 6/10            |
| The Penguin Guide to Blues Recordings | [ 6 ]           |

In Step получил положительные отзывы музыкальных критиков.
Роберт Кристгау оценил альбом на A-, что означает «очень хорошая запись». Хотя он заявил, что «Wall of Denial» и «Tightrope» впадают в жаргон бывших наркоманов, как будто это естественная речь, и что «если бы музыка была проповеднической или бесхарактерной, это было бы катастрофой», он заключил, что «House Is Rockin'» продолжает буги и что в джазовой ближе к настроению он впервые в своей карьере избежал блюза без повреждений.
Лу Рид выбрал In Step в качестве одного из своих «лучших альбомов 1989 года».
В ретроспективной рецензии Стивен Томас Эрлевайн из AllMusic оценил In Step в пять звезд из пяти. Он отметил, что до выхода альбома «его сочинение песен было то удачным, то провальным. Даже когда он писал классическую песню в стиле современного блюза, она не выходила за рамки жанровых условностей». Далее он заявил, что альбом помог «Вону найти свой собственный авторский голос, уникальным образом смешивая блюз, соул и рок, и писать с поразительной эмоциональной честностью». Хотя он заявил, что «такие мелодии, как терпкая „Tightrope“ и плотная „Wall of Denial“, настолько глубоко личные, что трудно поверить, что они не были результатом работы одного человека», он также заявил, что «более легкие номера […] столь же эффективны как песни». В заключение он отметил, что «альбом полностью реализован, в нем представлены все грани музыкальной личности Вона, но при этом он все еще парит с чувством открытия. Это горько-сладкий триумф, учитывая трагическую смерть Вогана, […] но это все равно триумф».

## Список композиций

### Оригинальное издание
| №   | Название               | Автор(ы)                                                              | Длительность |
| --- | ---------------------- | --------------------------------------------------------------------- | ------------ |
| 1.  | «The House Is Rockin'» | Doyle Bramhall, Stevie Ray Vaughan                                    | 2:24         |
| 2.  | «Crossfire»            | Tommy Shannon, Крис Лейтон, Reese Wynans, Bill Carter, Ruth Ellsworth | 4:10         |
| 3.  | «Tightrope»            | Bramhall, Vaughan                                                     | 4:40         |
| 4.  | «Let Me Love You Baby» | Вилли Диксон                                                          | 2:43         |
| 5.  | «Leave My Girl Alone»  | Бадди Гай                                                             | 4:15         |
| 6.  | «Travis Walk»          | Vaughan                                                               | 2:19         |
| 7.  | «Wall of Denial»       | Bramhall, Vaughan                                                     | 5:36         |
| 8.  | «Scratch-N-Sniff»      | Bramhall, Vaughan                                                     | 2:43         |
| 9.  | «Love Me Darlin'»      | Хаулин Вулф                                                           | 3:21         |
| 10. | «Riviera Paradise»     | Vaughan                                                               | 8:49         |

### Бонусные треки переиздания 1999 года
| №   | Название                      | Автор(ы)                | Длительность |
| --- | ----------------------------- | ----------------------- | ------------ |
| 11. | «SRV Speaks»                  |                         | 1:33         |
| 12. | «The House is Rockin'» (Live) | Doyle Bramhall, Vaughan | 2:48         |
| 13. | «Let Me Love You Baby» (Live) | Вилли Диксон            | 3:46         |
| 14. | «Texas Flood» (Live)          | Ларри Дэвис, Joe Scott  | 7:28         |
| 15. | «Life Without You» (Live)     | Vaughan                 | 13:17        |

## Чарты
| Чарт (1989)                             | Высшая позиция |
| --------------------------------------- | -------------- |
| Австралия (ARIA)                        | 36             |
| Канада (RPM Top Albums/CDs)             | 20             |
| Нидерланды (Album Top 100)              | 44             |
| Финляндия (The Official Finnish Charts) | 8              |
| Новая Зеландия (RMNZ)                   | 16             |
| Швеция (Sverigetopplistan)              | 41             |
| Швейцария (Schweizer Hitparade)         | 24             |
| Великобритания (UK Albums Chart)        | 63             |
| США (Billboard 200)                     | 33             |

## Сертификации
| Регион                                                      | Сертификация  | Продажи    |
| ----------------------------------------------------------- | ------------- | ---------- |
| Канада (Music Canada)                                       | Золотой       | 50 000^    |
| США (RIAA)                                                  | 2× Платиновый | 2 000 000^ |
| ^ Данные о тиражах приведены только на основе сертификации. |               |            |